# Araújos
Araújos är en kommun i Brasilien.   Den ligger i delstaten Minas Gerais, i den sydöstra delen av landet, 500 km sydost om huvudstaden Brasília. Antalet invånare är 7 884.
Omgivningarna runt Araújos är huvudsakligen savann. Runt Araújos är det ganska glesbefolkat, med 25 invånare per kvadratkilometer.